# Mīnākhū
Mīnākhū (persiska: Mīnā Khūn, ميناخو) är en ort i Iran.   Den ligger i provinsen Khorasan, i den östra delen av landet, 800 km öster om huvudstaden Teheran. Mīnākhū ligger 2 018 meter över havet och antalet invånare är 121.
Terrängen runt Mīnākhū är lite bergig. Runt Mīnākhū är det glesbefolkat, med 12 invånare per kvadratkilometer. Närmaste större samhälle är Khorāshād, 12,5 km nordost om Mīnākhū. Trakten runt Mīnākhū är ofruktbar med lite eller ingen växtlighet.